# Brephostoma carpenteri
Brephostoma carpenteri is een straalvinnige vissensoort uit de familie van diepwaterkardinaalbaarzen (Epigonidae). De wetenschappelijke naam van de soort werd voor het eerst geldig gepubliceerd in 1889 door Alcock.